# 朝鲜鳞带石鳖
朝鲜鳞带石鳖（学名：Lepidozona coreanica），又名銼石鱉，是石鳖目薄石鳖科鱗帶石鱉屬的一种。主要分布于日本、韩国、中国大陆、台湾，常栖息在潮间带、潮下带的岩石、低潮区至水深5米。身長25毫米。